# Shellshock: Nam '67
Shellshock: Nam '67 là trò chơi bắn súng góc nhìn thứ ba lấy bối cảnh cuộc chiến tranh Việt Nam vào giữa thập niên 1960 chủ yếu nói về những phi vụ của một toán lính Mỹ mới sang Việt Nam do hãng Guerrilla Games phát triển và Eidos Interactive phát hành trên các hệ máy PlayStation 2, Xbox và PC vào năm 2004.

## Cốt truyện
Cốt truyện của game phần lớn đều là hư cấu, sự việc bắt đầu vào tháng Giêng năm 1967 tại Sài Gòn, Nam Việt Nam. Một chiếc trực thăng CH-47 Chinook chở theo người chơi, Cal Walker và các tay lính Mỹ khác đáp xuống căn cứ không quân Tân Sơn Nhứt ở phía nam Sài Gòn. Walker cùng với đồng đội của anh, Binh nhì Kowalski, được ban sĩ quan chỉ huy chọn tham gia trong một cuộc không kích vào trại giam của Quân Giải phóng (thường gọi là Việt Cộng, viết tắt VC) ở tỉnh Kon Tum. Walker và Kowalski được đặt dưới sự chỉ huy của Trung úy O'Brien cùng với một người lính Mỹ khác mang biệt danh Short Timer. Khi Walker và đội của anh tiến vào khu vực trên, một người bạn thân bất ngờ bị bắn hạ, do tọa độ súng cối quân đối phương nã xuống, buộc một tay lính Mỹ khác tên Tomkins phải nhập vào nhóm. Cùng với sự giúp đỡ của một đội biệt kích do Trung sĩ Ramirez chỉ huy, Walker và đồng đội khai hỏa dữ dội và chiếm được trại giam của Quân Giải phóng. Toàn bộ trại giam ngay sau khi biến thành một căn cứ hỏa lực đóng vai trò như một sở chỉ huy cho Walker và đơn vị của anh.
Ngay sau đó, toán của Walker nhận thêm nhiệm vụ điều tra hoạt động của Quân Giải phóng trong một ngôi làng gần đó. Toán cũng được lệnh tìm kiếm một nhà báo đã mất tích trong làng. Sau khi phát hiện sự nguy hiểm của loại bẫy treo do Quân Giải phóng gài. Tuy vậy, nó chứng tỏ rằng những người dân làng đã trợ giúp Quân Giải phóng khi họ bị phục kích ở khu ruộng lúa ngay bên ngoài làng. Trải qua một trận càn quét quân đối phương đầy căng thẳng, Walker bắt đầu nhiệm vụ tìm kiếm nơi cất giấu vũ khí trong làng. Sau khi tìm thấy nhiều thứ vũ khí và đồ tiếp tế ẩn, toàn đội bắt đầu tìm kiếm nhà báo mất tích và ngay sau đó họ phát hiện anh ta bị vài quân đối phương bắt giữ làm con tin rồi cố gắng giải cứu tay nhà báo này. Nhiệm vụ thành công, họ nhảy sang nhiệm vụ tiếp theo là đánh chiếm một pháo đài cũ của Pháp và bảo vệ nó từ tay Quân Giải phóng. Trong suốt diễn biến của game, các thành viên trong nhóm bắt đầu mất từng người một trong khi thực hiện những nhiệm vụ khác nhau. Những tân binh trẻ măng được giới thiệu thay thế và Walker tham gia vào lực lượng đặc biệt. Họ phải tiến hành các nhiệm vụ ngày càng khó khăn như lật đổ, giải cứu và tấn công. Nhiệm vụ cuối cùng của Cal Walker là thủ tiêu Tướng Diệm, nhân vật phản diện chính trong game. Trải qua những giờ phút sinh tử đầy thử thách rồi anh ta cũng đã thành công và chuyển giao cái đầu bị cắt của Tướng Diệm về căn cứ.
Game kết thúc với chỉ Walker và một người lính quân đội Việt Nam Cộng hòa tên Monty với số thành viên còn lại của toán đã thiệt mạng sau khi một phần lớn quân đội Việt Nam Dân chủ Cộng hòa và Quân Giải phóng tổng tấn công vào Kontum. Walker kết thúc nhiệm vụ và tiếp tục một chuyến phi vụ thứ hai với toán biệt kích của anh.

## Nhạc nền
- Bobby Bland - "Yield Not To Temptation"
- Country Joe and the Fish - "Bass Strings"
- Eddie Floyd - "Big Bird"
- Eddie Kirk - "The Hawg, Part One"
- Jimmy Powell & the Five Dimensions - "Sugar Babe"
- John Lee Hooker - "I Don´t Wanna Go To Vietnam"
- Juicy Lucy - "Who Do You Love?"
- Percy Sledge - "Warm and Tender Love"
- Roy Orbison - "In Dreams"
- Roy Orbison - Oh, Pretty Woman
- Sonny & Cher - "The Beat Goes On"
- Status Quo - "Technicolour Dreams"
- The Carnaby - "Jump and Dance"
- The Monkees - "Someday Man"
- The Quik - "Bert's Apple Crumble"
- The Seeds - "Pushin' Too Hard"
- Small Faces - "Don't Stop What You Are Doing"
- The Small Faces - "E Too D"
- The Spectres - "(We Ain't Got) Nothin' Yet"
- The Troggs - "66 5 4 3 2 1"
- The Truth - "I Go To Sleep"
- Traffic - "Just For You"

## Đón nhận
Shellshock: Nam '67 đã bán được hơn 900,000 bản.